# Divini Redemptoris
Divini Redemptoris was een encycliek van paus Pius XI, uitgevaardigd op 19 maart 1937, waarin de paus zich als hoogste vertegenwoordiger van de gehele Rooms-Katholieke Kerk fel uitliet over het communisme. Samen met de eveneens in maart 1937 uitgegeven encyclieken Mit brennender Sorge (14 maart) en Nos es muy conocida (28 maart) maakte Pius zijn zorg kenbaar over de toenemende invloed van totalitaire regimes.

## Geschiedenis
Ondanks dat er in de Sovjet-Unie op grote schaal vervolgingen van de christenen plaatsvonden had Pius XI aanvankelijk zijn in Berlijn gevestigde nuntius Eugenio Pacelli, de latere paus Pius XII, opdracht gegeven om in het geheim diplomatieke betrekkingen met de communistische leiders aan te gaan. Deze pogingen liepen op niets uit; veel verzet was er namelijk binnen de Sovjet-Unie inzake de religieuze vorming op scholen en de wijdingen van priesters en bisschoppen. Hoewel Pacelli ondanks de weigeringen contacten bleef houden met de USSR werd dit hem in 1927 door Pius XI verboden uit angst voor de reputatie van de kerk, indien dit openbaar zou worden.
De aanhoudend vervolgingen van geestelijken - die velen moesten bekopen met de dood - en de sluiting van kerkgebouwen en kerkelijke instellingen waren voor Pius XI de aanleiding zich fel uit te laten over de in zijn ogen dwaalleer van het communisme. In 1931 had Pius XI in zijn encycliek Quadragesimo Anno gewaarschuwd: “Niemand kan tegelijkertijd een goed katholiek zijn en een socialist.”
Pius XI was niet de eerste paus die zich in scherpe bewoordingen uitliet over het communisme. Al in 1846 had paus Pius IX in de encycliek Qui Pluribus de gelovigen gewaarschuwd voor de in zijn ogen verderfelijke politieke stroming. Hij meende, dat als de nieuwe politiek eenmaal binnen de maatschappij geaccepteerd zou worden dit onvermijdelijk zou leiden tot de vernietiging van de rechten van alle mensen en uiteindelijk zou resulteren in de ondergang van de maatschappij. Paus Leo XIII had in de encycliek Quod Apostolici Muneris (28 december 1878) het communisme beschreven als een fatale plaag.
Van een geheel andere orde was de waarschuwing die de Maagd Maria had gegeven aan de drie herderskinderen in Fátima. Aan deze kinderen werden door Haar drie geheimen onthuld. In het tweede geheim zou zij onder meer opgeroepen hebben tot de toewijding van Rusland aan het Onbevlekte Hart van Maria waarna zij eraan toegevoegd zou hebben:
Als mijn verzoeken worden ingewilligd zal Rusland worden bekeerd en zal er vrede zijn. Als er geen gehoor aan gegeven wordt, dan zal Rusland zijn dwalingen over de hele wereld verspreiden, resulterend in oorlogen en vervolgingen tegen de kerk, de goeden zullen tot martelaar worden, de Heilige Vader zal veel te lijden hebben en verschillende landen zullen worden vernietigd.
Het verzet van de kerk was gericht tegen de marxistische principes van de communistische leer die Pius XI in Divini Redemptoris alle naar voren bracht.

## De encycliek

### Bezwaren tegen het communisme
Als inleiding op zijn gedetailleerde kritiek maakte de paus duidelijk, dat de encycliek Divine Redemptoris bedoeld was om de geestelijken over de hele wereld te steunen in hun verzet tegen het communisme. Deze nieuwe stroming zou barbaarser zijn dan elke andere waarmee de kerk in vroeger tijden te maken had en zou er alleen maar op gericht zijn de maatschappij te ontkerstenen, wat zou resulteren in de ondergang van de beschaafde maatschappij. De paus achtte het nodig om de drogredenen van het communisme tegenover die van de kerk te plaatsen.
Een van de grootste minpunten vormde de nadruk die gelegd werd op het gemeenschappelijk belang in plaats van die van het individu. Het pseudo-ideaal van gelijkheid en broederschap - een maatschappij zonder klassen - zou bereikt moeten worden door in eerste instantie de tegenstellingen tussen de klassen te verscherpen om zo via strijd tot een zogenaamde geluksstaat te komen. Mensen zouden slechts economische hulpmiddelen worden en zich alleen maar mogen toeleggen op het aardse bestaan en daarbij elke vorm van (voort)leven daarna ontkennen. Pius XI verwijst dan ook naar de bewering van Marx dat godsdienst slechts “een bedwelmend opium is voor het proletariaat”, het bewijs dat het bestaan van God ontkend wordt.
Volgens Pius schuilde de misleiding hem echter hierin, dat communisten valselijk de idee verspreidden dat zij opkwamen voor de arbeiders, die met name door de economische crisis te lijden hadden. In werkelijkheid speelden zij verschillende groepen binnen de samenleving tegen elkaar uit maar gaven zij ook aanleiding tot internationale vetes, die uiteindelijk moesten leiden tot “bekering” naar het communisme.
Als oorzaak van de snelle verspreiding van het communisme noemde Pius XI drie redenen. Als eerste het liberalisme, gevolgd door de verraderlijke propaganda, die via elke vorm van massacommunicatie over de hele wereld de leer kon verspreiden. Derde reden was de wereldpers, die slechts marginaal berichtte over de voorkomende misstanden.

### Oplossingen
Geheel in de lijn van het gedachtegoed van de kerk zag Pius XI de terugkeer naar de moederkerk en acceptatie van het ware geloof als enige remedies tegen de verlammende effecten van het communisme. Hierbij moest de emancipatie van de vrouw - in de communistische leer onderdeel van de gemeenschap - zich weer concentreren op haar belangrijke rol als moeder. Ook moest via onderwijs de jeugd zich weer bewust worden van de betekenis van het bestaan en de rol die de kerk daarin zou kunnen spelen.
De paus riep niet alleen de geestelijkheid maar ook de leken op om zich te blijven verzetten tegen de invloeden van het communisme en anderen ervan te overtuigen zich niet tot de verwerpelijke leer te wenden.

## Kritiek op de encycliek
Hoewel de paus en het Vaticaan niet alleen stonden in hun afkeer tegen het communisme richtte de kritiek op de encycliek zich met name op de wijze waarop de paus op felle wijze stelling nam tegen Rusland, terwijl hij zich gematigder opstelde in zijn encycliek Mit brennender Sorge. Daniel Jonah Goldhagen schrijft in zijn boek "Een morele afrekening" dat Pius XI in laatstgenoemde encycliek geen enkele verwijzing maakt naar het nationaalsocialistische regime en zelfs de jeugd aanspoorde "om het nieuwe Duitsland te omarmen". Dit laatste wordt echter tegengesproken door de bron zelf.
Weliswaar minder kritisch merkt Peter C. Kent in zijn boek “The Lonely Cold War of Pope Pius XII” wel op dat het stellingnemen door Pius XI tegen het communisme gezien moest worden als onomkeerbaar, terwijl in Mit brennender Sorge ruimte was voor verzoening mocht Hitler zijn meningen herzien. Toch meent Kent, dat Pius XI de regimes van Duitsland en Rusland als een gelijksoortig gevaar zag, terwijl Pius XII het communisme als het grootste gevaar zou beschouwen.

## Nasleep
De in Divine Redemptoris geuite kritiek op het communisme zou tot ver tijdens de Koude Oorlog het officiële standpunt van de Rooms-Katholieke Kerk ten opzichte van de leer blijven. Door toedoen van onder andere paus Johannes Paulus II, zelf een fel tegenstander van het communisme, zou het politieke systeem in Oost-Europa ten val zijn gebracht.